# طابع عسكري

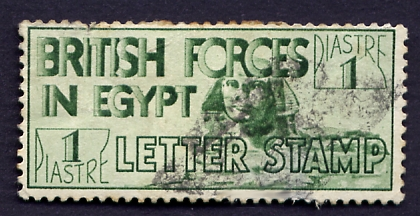
طابع استخدمته القوات البريطانية في مصر.

الطابع العسكري هو طابع بريدي يستخدمه الجيش في أوقات الحرب أو أثناء ضمان عملية حفظ السلام. غالبًا ما تنقل الرسائل بواسطة الجيش نفسه حتى تصل إلى البلد المقصود. استخدم الجنود الراغبين في إرسال البريد إلى عائلاتهم هذه الطوابع المستعملة على نطاق واسع خلال الحرب العالمية الثانية. استغني عن استعمال هذه الطوابع تدريجيًا مع ظهور وسائل الاتصال الحديثة. وتتضمن بعض إصدارات الجيش ما يلي:
| الطابع | المعلومات                                                |
| ------ | -------------------------------------------------------- |
|        | قوات المشاة الصينية (1900-1921)                          |
|        | قوات المشاة الهندية (1914-1922)                          |
|        | الاحتلال البريطاني لجزيرة مافيا (1915-1916)              |
|        | قوة التدخل المصرية في فلسطين وشرق الأردن (1918)          |
|        | قوة المشاة الهندية د في الموصل (1919)                    |
|        | القوات البريطانية في مصر (1932-1939)                     |
|        | قوات الشرق الأوسط (1942-1947)                            |
|        | قوات شرق أفريقيا (1943-1946)                             |
|        | قوات حفظ السلام الهندية في كوريا (1953)                  |
|        | اللجنة الدولية في الهند الصينية (1954-1968)              |
|        | قوة الأمم المتحدة الهندية في الكونغو (1962)              |
|        | قوة الأمم المتحدة الهندية في قطاع غزة (1965)             |
|        | طابع عسكري روسي                                          |
|        | طوابع عسكرية سويسرية                                     |
|        | طابع عسكري فنلندي (1943)                                 |
|        | طابع عسكري للاحتلال البريطاني لبوشهر (1915)              |
|        | طابع عسكري من إمبراطورية النمسا والمجر                   |
|        | طابع عسكري من إمبراطورية النمسا والمجر في إيطاليا (1918) |
|        | طابع عسكري من إمبراطورية النمسا والمجر في صربيا (1916)   |
|        | طابع عسكري ألماني نازي استعمل في شمال إفريقيا            |